# 乌亚·摩域斯恩
烏亞·摩域斯恩（Yura Movsisyan）一般称作摩域斯恩，1987年7月6日生于阿塞拜疆巴庫，是一名已退役的职业足球运动员，司職前鋒。